# 中谷元
中谷元（1957年10月14日—），日本政治人物、陸上自衛隊退役尉官，現任防衛大臣，曾任防衛廳長官，也是戰後日本首位具有自衛隊服役經驗的國防部門首長，高知縣高知市人。自由民主黨所属眾議院議員。祖父為前眾議院議員中谷貞賴。

## 個人
土佐高中畢業後入讀日本防衛大學校本科理工學院，畢業後加入陸上自衛隊服役，任職第20普通科連隊小鎗小隊長（步兵團排長）和突擊兵教官。軍階至2等陸尉（中尉）退役。
退役後成為眾議院議員秘書，當中有今井勇，前首相宮澤喜一及前防衛廳長官加藤紘一。
2001年出任第一次小泉內閣的防卫厅长官，成為日本戰後歷史上第一位自衛隊军事科班出身并具有从军经历的國防部門首長。
2014年出任第三次安倍內閣的防衛大臣。
2024年出任石破內閣的防衛大臣。
本身是知華派政治家兼軍事專家，但對中國立場強硬。他曾多次訪問中國，與中國軍事高層和軍事專家建立了較廣泛的人脈關係。
中谷也是組織「對中政策跨國議會聯盟」成員。